# غواصة يو-16 (ألمانيا)
غواصة يو-16 كانت واحدة من 329 غواصة تخدم في البحرية الإمبراطورية الألمانية اثناء الحرب العالمية الأولى. شاركت الغواصة في الحرب البحرية في الحرب العالمية الأولى ومعركة الأطلسي الأولى.